# Нахла (метеорит)
Нахла (англ. Nakhla) — первый известный марсианский метеорит, обнаруженный в Египте в 1911 году.

## История
Метеорит упал 28 июня 1911 года приблизительно в 09:00 по местному времени в районе Нахла, Абу-Хуммус, Александрия, Египет. Многие наблюдали взрыв в верхних слоях атмосферы до того, как метеорит упал на Землю. Его осколки находили в радиусе 4,5 км от эпицентра взрыва. Некоторые части погрузились в землю на глубину более одного метра.
Оцениваемый вес метеорита — около 10 кг, обнаруженные фрагменты варьировались в пределах 20—1813 грамм.

### Собака из Нахлы
Один из фрагментов метеорита, как отмечал фермер Мохаммед Али Эффенди Хаким из деревни Деншаль, недалеко от Нахлы, упал на собаку, предположительно испарив её полностью. Однако никаких останков собаки не было обнаружено, а также никто не заявлял о пропаже, соответственно, история была признана недостоверной. Однако история о собаке из Нахлы или «Нахла-псе» (англ. Nakhla dog) стала популярной легендой среди астрономов.

## Классификация

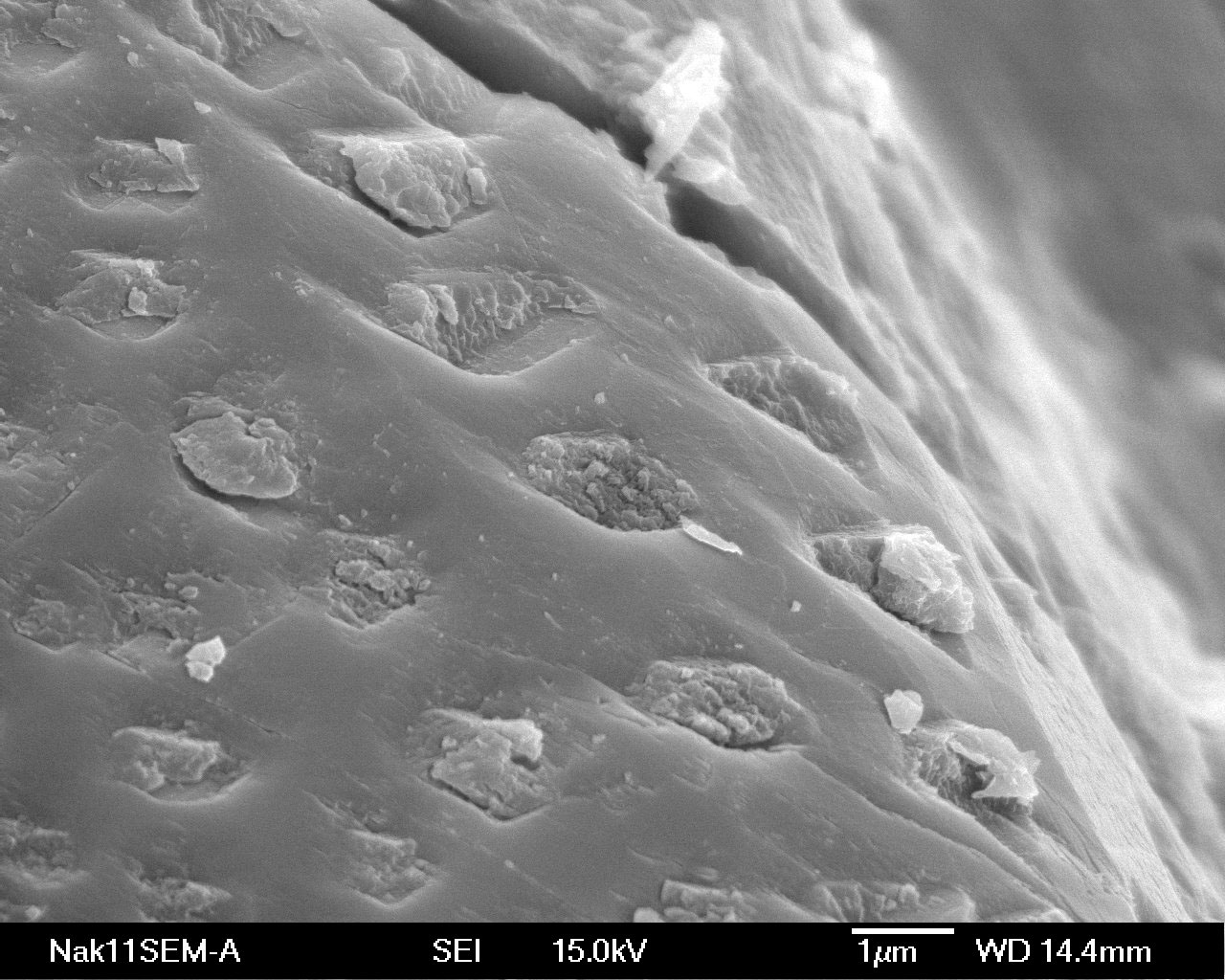
При сканировании поверхности под электронным микроскопом обнаружены небольшие ямки, заполненные материалом. На Земле подобного рода ямки заполняют бактерии

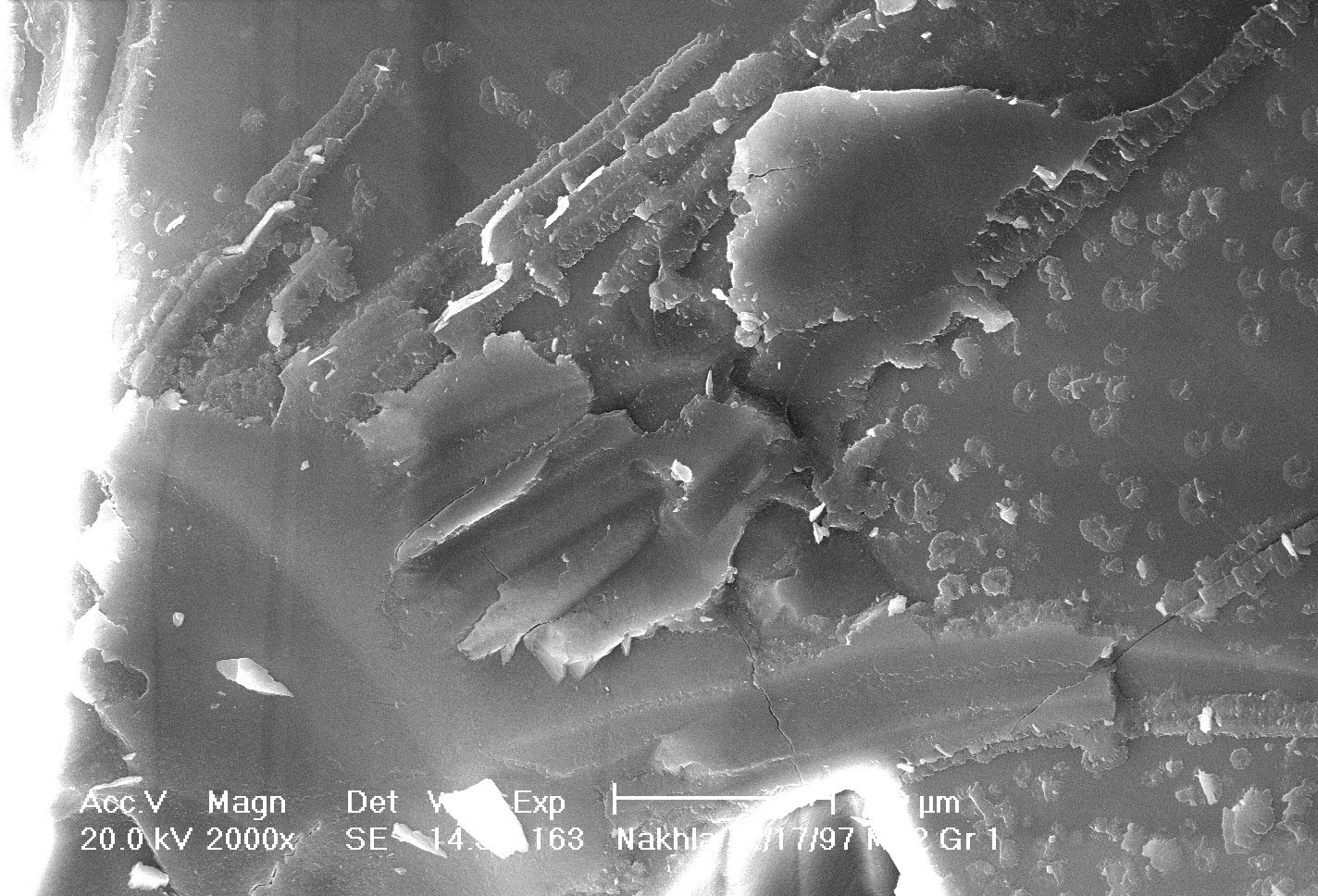
Сканирование скола метеорита показывает наличие биоморфного материала

Прототип метеорита — типа Нахлиты (англ. Nakhlite) из группы SNC (англ. SNC Group) марсианских метеоритов.

## Марсианское происхождение
В настоящее время по всему миру каталогизировано тридцать четыре марсианских метеорита, один из которых — метеорит Нахла. Предположительно, этот метеорит появился под влиянием соударения Марса с другим космическим телом, а затем был выброшен в космос. Он какое-то время перемещался в Солнечной системе, а затем был захвачен гравитационным полем Земли.

### Наличие воды
Нахла был первым метеоритом с Марса, в котором обнаружены признаки наличия на планете воды. Порода содержала карбонаты и минералы, которые могли быть продуктами химической реакции с водой. Кроме того, порода могла сама находиться в воде после своего формирования, что привело ко вторичному накоплению минералов. Содержание изотопа 13C выше, чем в земных породах, что указывает на марсианское происхождение метеорита.

### Наличие жизни
В марте 1999 года после того, как удалось получить часть метеорита из Британского Музея в 1998, команда из Космического Центра Джонсона (англ. Johnson Space Center, NASA) исследовала метеорит Нахла при помощи оптического и сканирующего электронного микроскопов (англ. SEM). В итоге, кроме всего прочего, были выявлены небольшие биоморфные части. Лондонский музей естествознания, в котором также находились фрагменты метеорита, разрешил исследователям из NASA раздробить один из них в 2006 году для того, чтобы получить новые образцы без примесей и наносов. Учёные нашли большое количество сложных углеродистых соединений в дендритных порах и каналах породы, наподобие тех, которые оставляют бактерии в породах на Земле.
Обсуждение находки прошло на 37-й Научной Лунной и Планетарной конференции, которая прошла в марте 2006 года в Хьюстоне, штат Техас. В итоге, было принято решение о том, что большое количество углерода в порах метеорита косвенно свидетельствует о наличии жизни. Однако, в связи с тем, что углерод является четвёртым по степени распространения элементом во Вселенной (после водорода, гелия и кислорода), его наличие в метеорите и наличие бактерий и жизни на Марсе (либо такого явления ранее) не имеют прямой связи.

#### Аминокислоты в составе метеорита
В 1999 году специалисты Космического Центра Джонсона также обнаружили в составе метеорита аминокислоты. Среди них были найдены аспаргиновая кислота, глутаминовая кислота, глицины, аланины и масляная кислота. Однако, до сих пор не выяснено, являются ли они изначально частью метеорита, либо продуктом загрязнений в период нахождения на Земле.